# Albiztur
Albiztur település Spanyolországban, Gipuzkoa tartományban. Albiztur Alkiza, Beizama, Larraul, Legorreta, Tolosa, Errezil és Bidania-Goiatz községekkel határos. Lakosainak száma 324 fő (2024).

## Népesség
A település lakosságának változását az alábbi diagram mutatja:
| Lakosok száma | 275  | 296  | 293  | 312  | 312  | 327  | 330  | 304  | 316  | 324  |
|               | 2001 | 2004 | 2006 | 2009 | 2011 | 2014 | 2016 | 2019 | 2021 | 2024 |